# Amtshof Vorsfelde

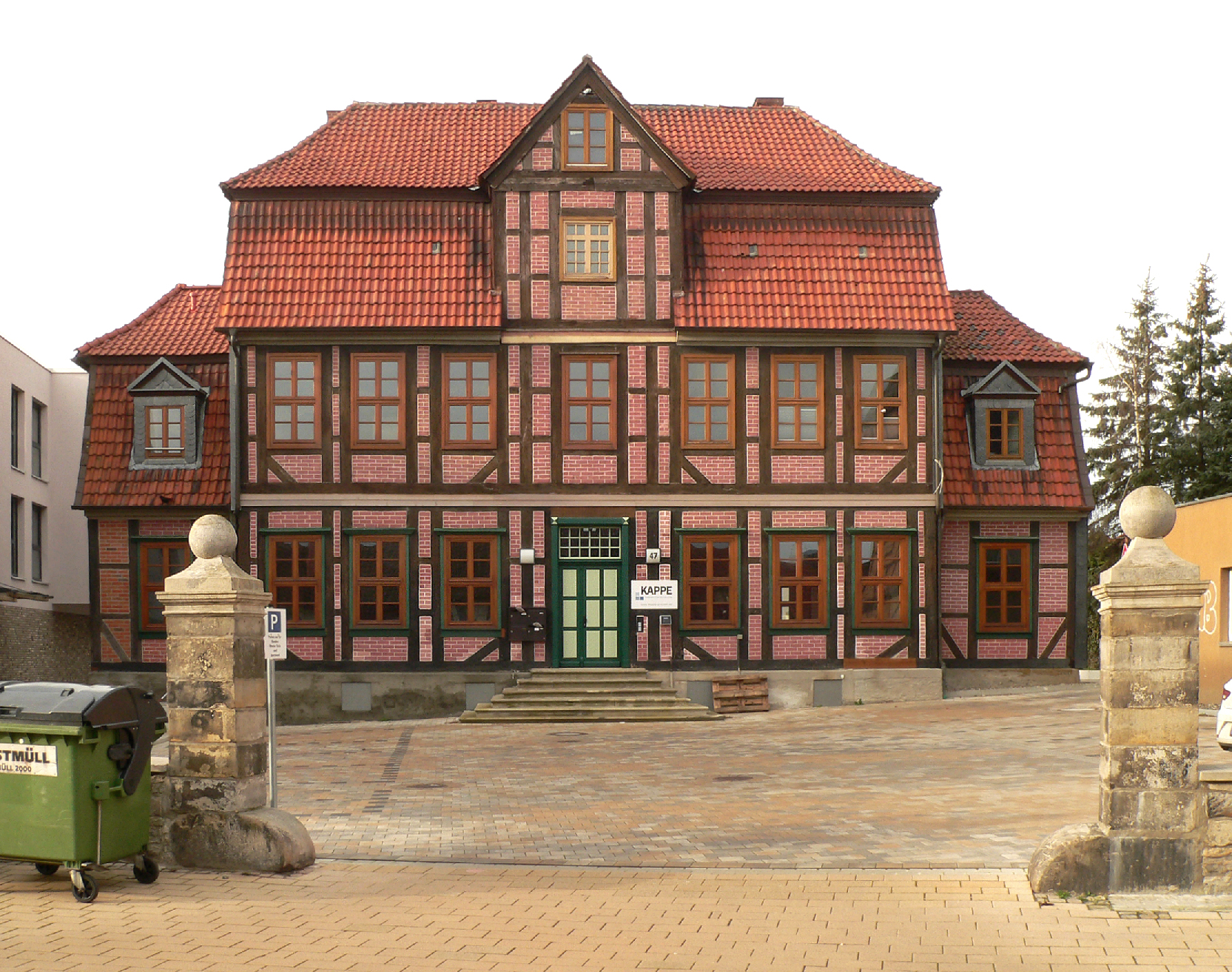
Amtshof Vorsfelde

Der Amtshof Vorsfelde ist ein 1780 errichtetes Fachwerkhaus im Wolfsburger Ortsteil Vorsfelde in Niedersachsen. Das repräsentative Gebäude diente dem Amtmann des Amtes Vorsfelde als Wohnsitz. Im 19. Jahrhundert wurde es zum Wohnhof von Vorsfelder Verwaltungsbeamten. Heute wird das Gebäude als Wohn- und Geschäftshaus genutzt und steht unter Denkmalschutz.

## Beschreibung

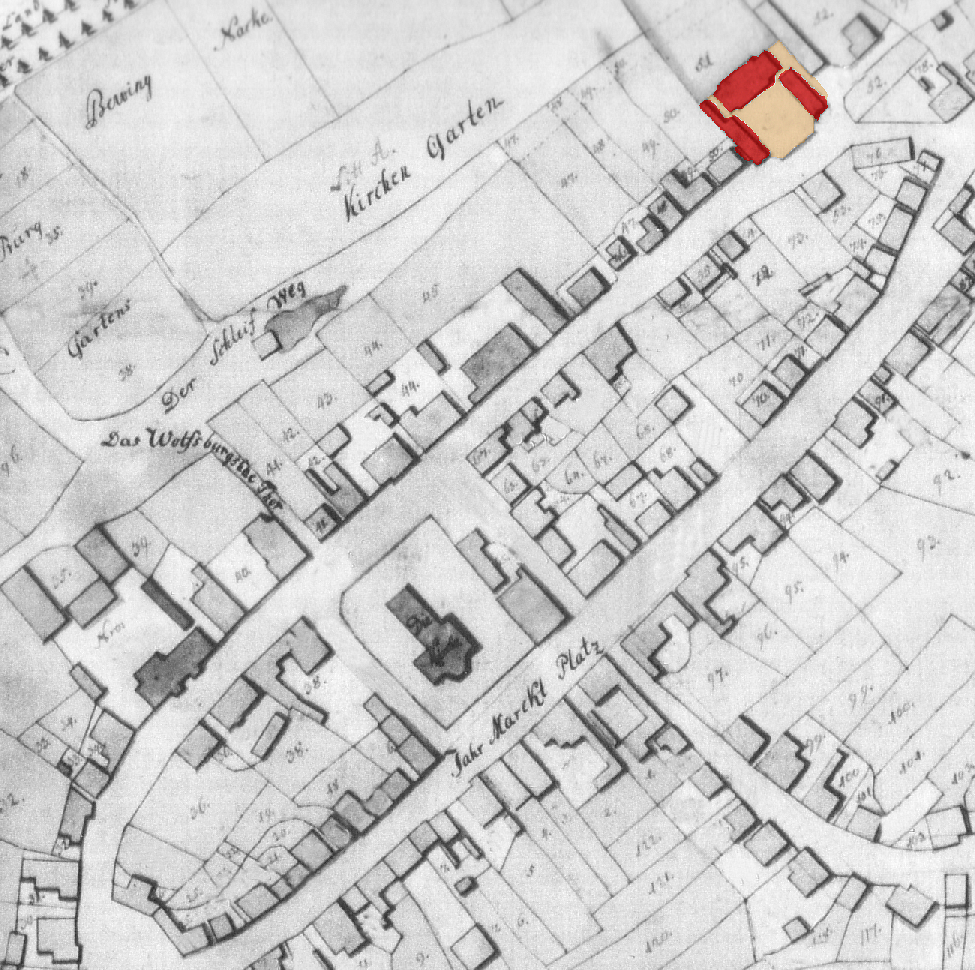
Grundstück des Amtshofes Vorsfelde in der Amtsstraße, 1771

Das Haupthaus des ehemaligen Amtshofes wurde als zweigeschossiger Fachwerkbau mit symmetrischer siebenachsiger Fassade erbaut. Es verfügt über zwei seitlich zurückgesetzte einachsige Flügel und ein mittiges Zwerchhaus. Das Gebäude weist eine barocke Fassadengestaltung auf und verfügt über ein Mansarddach. Im Gegensatz zu den anderen Häusern der Straße steht es auf dem Grundstück zurückgesetzt und bildet einen zur Straße offenen Hof. Das Grundstück wird zur Amtsstraße hin durch Torpfeiler und eine Einfriedung aus Sandstein begrenzt. Laut einer amtlichen Beschreibung Vorsfeldes von 1761 hatte das Gebäude im Ort mit 2000 Talern den höchsten Wert im Brandversicherungskataster. 
Ursprünglich bestand der Amtshof aus dem Hauptgebäude und zwei seitlichen Nebengebäuden, wodurch der Hof gebildet wurde. Das nördliche Nebengebäude besteht nicht mehr. Das südliche Nebengebäude wurde in den 1990er Jahren durch einen Supermarkt ersetzt, der um das Jahr 2019 wieder abgerissen wurde und durch einen Neubau ersetzt wurde. Östlich grenzte die Amtsschäferei des Vorwerk Vorsfelde mit einem Schafstall und dem Schäferhaus an.
Wahrscheinlich gab es zu dem heutigen Gebäude einen Vorgängerbau, der im 17. Jahrhundert der Adelsfamilie von Bartensleben gehörte. Laut einer Kopfsteuerbeschreibung  von 1687 lebte in dem Gebäude die Witwe Adelheit Annen von Bartensleben.
Der Amtmann des Amtes Vorsfelde wohnte im 18. Jahrhundert im Amtshof, der von ihm angepachtet war. Mitte des 19. Jahrhunderts kam der Gebäudekomplex in den Besitz des Ökonomen Willrich.